# Metaleptyphantes vates
Espèce
Metaleptyphantes vates est une espèce d'araignées aranéomorphes de la famille des Linyphiidae.

## Distribution
Cette espèce est endémique du Gabon.

## Publication originale
- Jocqué, 1983 : Notes sur les Linyphiidae (Araneae) d'Afrique II. Sur quelques représentants du Gabon. Bulletin du Muséum d'Histoire Naturelle, Paris A, sér. 4, vol. 5, p. 619-631.